# Diga Não
Diga Não é o álbum de estreia da banda Raízes, lançado em 1991.
O álbum traz composições selecionadas ao longo de seis anos de trabalho da banda. Suas faixas impressionaram pela riqueza melódica e pela capacidade de identificação imediata com o público. O destaque foi a faixa título, "Diga Não", inicialmente usada como jingle de uma campanha anti-drogas e que acabou se tornando o carro-chefe do disco lançado pela gravadora Bompastor em dezembro de 1991.
Devido ao grande sucesso do disco e pelo fato de o mesmo ter saído de estoque várias vezes, Diga Não chegou a ser lançado por três gravadoras diferentes, Bompastor, MK Music e Salmus Produções.[carece de fontes?]
Em 2015, foi considerado, por vários historiadores, músicos e jornalistas, como o 43º maior álbum da música cristã brasileira, em uma publicação dirigida pelo Super Gospel. Em 2018, foi considerado o 61º melhor álbum da década de 1990, de acordo com lista publicada pelo mesmo portal.

## Faixas
Versão LP
1. "Sempre vou te Amar"
2. "Máscara"
3. "Amigo"
4. "Você me ensinou a Viver"
5. "Comunhão no Amor"
6. "Diga Não"
7. "É Hora de Mudar"
8. "Renasci"
9. "Palavras que Amparam"
10. "Pra ser Feliz"

Versão CD
1. "Diga Não"
2. "Máscara"
3. "Amigo"
4. "Você me ensinou a Viver"
5. "Comunhão no Amor"
6. "Sempre vou te Amar"
7. "É Hora de Mudar"
8. "Renasci"
9. "Palavras que Amparam"
10. "Pra ser Feliz"
11. "Não só Palavras" (faixa bônus)
12. "Basta o seu Olhar" (faixa bônus)
13. "Volta Logo" (faixa bônus)